# Montones
Montones es un barrio ubicado en el municipio de Las Piedras en el estado libre asociado de Puerto Rico. En el Censo de 2010 tenía una población de 9332 habitantes y una densidad poblacional de 409,77 personas por km².

## Geografía
Montones se encuentra ubicado en las coordenadas 18°9′17″N 65°54′5″O / 18.15472, -65.90139. Según la Oficina del Censo de los Estados Unidos, Montones tiene una superficie total de 22.77 km², de la cual 22.77 km² corresponden a tierra firme.. Este barrio está dividido en 4 partes, Montones 1, Montones 2, Montones 3, Montones 4.

## Demografía
Según el censo de 2010, había 9332 personas residiendo en Montones. La densidad de población era de 409,77 hab./km². De los 9332 habitantes, Montones estaba compuesto por el 69.08% blancos, el 12.98% eran afroamericanos, el 0.59% eran amerindios, el 0.17% eran asiáticos, el 0.01% eran isleños del Pacífico, el 11.59% eran de otras razas y el 5.57% pertenecían a dos o más razas. Del total de la población el 99.44% eran hispanos o latinos de cualquier raza.